# Sant'Angelo Muxaro
Sant'Angelo Muxaro es una comuna siciliana, en la provincia de Agrigento.

## Evolución demográfica
| Gráfica de evolución demográfica de Sant'Angelo Muxaro entre 1861 y 2001 |
|                                                                          |
| Fuente ISTAT - elaboración gráfica de Wikipedia                          |

## Historia
Sus orígenes son inciertos. En la Edad del Hierro, fue construido un pueblo importante hacia el siglo XIII a. C. por los pueblos indígenas, identificados con los sicanos. Este pueblo constituye para al arqueología una guía cronológica válida sobre la producción local durante la crisis de la primera sociedad autóctona (siglo XIII a. C.) en relación con los primeros colonos griegos durante la gran edad de la apoikiai durante los siglos VIII y VII a. C.